# Kai Pfeiffer
Kai Pfeiffer (Berlijn, 1975) is een Duits beeldend kunstenaar, tekenaar van graphic novels en grafisch journalist.
Pfeiffer studeerde van 1998 tot 2003 communicatiedesign aan de Kunsthochschule Berlin-Weißensee. Met een schare militante tekenaars richtte hij in 1999 het collectief Monogatari op. Vanaf 2009 is Pfeiffer docent illustratie en stripboek aan de Kunsthochschule Kassel. Samen met Johann Ulricht is Pfeiffer redacteur van het jaarlijkse avant-garde stripmagazine Plaque.
Vanaf 2011 onderhoudt Pfeiffer een innige samenwerking met de Brusselse kunstenares Dominique Goblet. Samen tekenden zij het boek Plus si entente (2014), dat in Nederland verscheen onder de titel Meer als het klikt bij uitgeverij Bries. Van zijn hand verscheen in 2012 een grafisch-documentair essay getiteld Radioaktive forever dat werd opgenomen in de Japanse bloemlezing No Nukes 2012 van Ryuichi Sakamoto.
Pfeiffer was in het najaar van 2012 gastdocent aan de Hochschule der bildende Künste Saar.
In september 2015 werd op last van de Universiteit van St. Petersburg een expositie van tekeningen uit Plus si entente in het Nabokov-museum te Sint-Petersburg aanvankelijk gecensureerd en kort daarna voortijdig ontmanteld.